# Klug Gretelein
Klug Gretelein (Intelligente Piccola Gretel) op. 462, è un valzer di Johann Strauss II.
Nel gennaio del 1895, la celebre e influente Gesellschaft der Musikfreunde (Società degli Amici della Musica) di Vienna, celebrò il 25º anniversario dell'apertura della sua sede: il Musikverein, opera dell'architetto danese Theophil Hansen (1813-1891), responsabile, fra le altre cose, del progetto del Parlamento di Vienna.
Già in occasione dell'apertura della sala da concerti, nel 1870, tutti e tre i fratelli Strauss avevano scritto per l'occasione delle composizioni dedicate all'associazione degli Amici della Musica: Johann Strauss il valzer Freuet Euch des Lebens op. 340, Josef Strauss la polka-française Künstler-Gruss op. 274 e Eduard Strauss la polka-mazurka Eisblume op. 55.
Fra le celebrazioni per il giubileo d'argento vi fu anche una serata di gala il 18 aprile 1895 nella grande Sala d'Oro del Musikverein (dal 1939 sede Concerto di Capodanno offerto dall'Orchestra Filarmonica di Vienna). L'Orchestra Strauss, diretta da Eduard, si esibì in un programma variegato di musica classica e romantica comprendente di brani di Schubert, Weber, Verdi, Haydn, Jensen, Ruckauf e Schumann e, in conclusione, la prima assoluta dell'ultimo valzer vocale di Johann Strauss composto appositamente per l'occasione, su testo del librettista AM Willner (più tardi librettista dell'operetta Die Göttin der Vernunft, 1897) e basato su una rivisitazione della celebre fiaba di Hänsel e Gretel.
Paula Mark (1869-1956), soprano presso l'Opera di Corte, inizialmente ingaggiata per l'evento si vide costretta a rinunciare all'invito a causa di un improvviso problema di salute; al suo posto venne ingaggiato il soprano Olga von Türk-Rohn (1874-1940). Il valzer fu diretto dallo stesso Johann Strauss, e riscosse i più grandi elogi, specialmente per la maturità dell'orchestrazione.
Il giorno seguente, il critico del Fremden Blatt richiamò l'attenzione sul
(Fremden Blatt)
Da parte sua, il Wiener Illustrirtes Extrablatt osservò:
(Wiener Illustrirtes Extrablatt)
La casa editrice Emil Berté & Cie successivamente pubblicò le edizioni del valzer per orchestra, orchestra da sala, orchestra di fiati, pianoforte e voce e pianoforte. L'illustrazione che comparve sulle edizioni per pianoforte del valzer fu ad opera dell'artista e designer Franz von Bayros (Wilhelm Franz Josef, marchese de Bayros, successivamente marito della figlia della terza moglie del compositore, Alice), meglio conosciuto per le sue illustrazioni a carattere erotico.
Eduard Strauss diresse la versione orchestrale del valzer dinanzi al pubblico di Londra in occasione del suo tour in Inghilterra l'11 luglio 1895 mentre, il 20 ottobre 1895, il valzer nella sua forma orchestrale, venne eseguito davanti al pubblico viennese quando Eduard Strauss lo diresse nel corso di un suo concerto al Musikverein.